# Oniro
Oniro,  nella mitologia greca più arcaica, è la personificazione del sogno. Figlio del Sonno (Hypnos) e della Notte, riunisce in sé i poteri dei tre oneiroi (Morfeo, Fobetore e Fantaso); forse anche per questo, non possiede una personalità ben definita.
Nei culti oracolari, grazie al rito dell'incubazione, faceva da tramite tra il volere divino ed il fedele attraverso il sogno, trovando la sua collocazione adeguata. 
Il personaggio di Oniro viene rappresentato nell'Iliade come un messaggero di Zeus.